# Narrowband IoT
Narrowband IoT nebo NB-IoT je standard celulární rádiové sítě typu Low Power Wide Area Network (LPWAN) vyvinutý sdružením 3GPP. Specifikace NB-IoT byla dokončena v červnu 2016 a začleněna do 13. vydání LTE Advanced Pro. 
Jedná se o úzkopásmovou síť, která pro svou komunikaci může využít stávající struktury mobilních operátorů. Pásmo NB-IoT má šířku 200 kHz. Přenosová rychlost pro stahování je 26 kb/s pro LTE Cat NB1 (Release 13) nebo až 127 kb/s pro LTE Cat NB2 (Release 14). Zařízení s NB-IoT mohou být využitelná ve vnitřních prostorách budov, mají mít nízké pořizovací náklady, dlouhou životnost při bateriovém provozu.